# クライムクラッカーズ
『クライムクラッカーズ』（CRIME CRACKERS）は、ソニー・コンピュータエンタテインメントが1994年12月3日に発売した日本のPlayStation用アクションRPGである。
ここまひの漫画『超光世紀スター・クラッカーズ』（月刊少年キャプテン連載）を原作とする本作は、銀河警察に代わって犯罪者を逮捕する賞金稼ぎ・クライムクラッカーの一人、エミリア・F・アルカネットが行方不明の兄を探しに冒険を繰り広げる内容である。
開発を担当したメディアビジョンにとってのデビュー作であると同時に、PlayStationのローンチタイトルのひとつであり、ソニー・コンピュータエンタテインメント初のゲームソフトでもある。
1997年には続編となる『クライムクラッカーズ2』が発売された。

2007年10月24日から、PlayStation 3およびPlayStation Portable向けにPlayStation Storeのゲームアーカイブスにてダウンロード販売も行われている。レイティングはCERO：A（全年齢対象）。

## システム
一人称視点で施設内を探索し、行く手を塞ぐ敵を倒しながら、ステージのボスを倒す。ジャンルはRPGと銘打っているが、キャラクター別のレベルは設定されておらず、ゲームデザインもFPSに近い。施設には所々にアイテムが落ちていて、それを有効に活用していく。インターミッション、物語、アクションパートが順に繰り返され、ゲームを進めていく。インターミッションでは装備やアイテムの売買ができる。

## 登場人物

### ピンクドルフィン

#### 戦闘メンバー
エミリア・F・アルカネット
アルカネット家の令嬢で、ピンクドルフィンチームのリーダー。IQ300の天才で、使用している宇宙船やメカなどは全て、彼女が設計した。武器はハンドブラスター系を使用する。
攻撃力は低いが、消費が少ないため探索に向いている。
リーザ
元は惑星フォクスの騎士だったが、追放されてピンクドルフィンのメンバーに加わった。使用武器は剣で、射程が極めて短い一方、弾数に制限がない。
ドラン
アルカネット家に仕える戦士。武器はハンドバルカンやグレネードランチャーなどの大型銃火器を使用する。

#### サポートメンバー
ログ
サポートドロイド。コンピューターにアクセスし、システム操作などをサポートしてくれる。
ポプリ・ヴァンプ
コンピューターエルフと呼ばれる電子生命体。ハッキングやクラッキングによる情報操作を担当。ログに惚れている。
パロット
ピンクドルフィン号の操舵担当。

## メカニック
ピンクドルフィン
エミリア1人が全て設計した宇宙船。ピンクドルフィンメンバーが使用する。一撃で宇宙船を撃破するという、絶大な威力を誇る主砲ドルフィンキャノンを装備している。他に戦闘機も搭載している。
ブルーシャーク
エミリアの兄が使用している宇宙船。

## 開発
本作の制作は1994年のゴールデンウィークに決定し、それから7か月という短期間で開発作業が進められた。
メディア・ビジョンの創設者である福島孝は、プレイステーションのビジネスの始動に携わった会社としての誇りや、本体の発売に間に合わせたいという思いが強かったと2022年のインタビューの中で話している。
また、同様の理由から、アニメーションをどこまでうまくできるかわからなかったため、エンディングにアニメーションムービーが用いられることとなった。
加えて、福島が原作者のここまひと知り合いだったこともあり、原作者から提供されたシナリオと設定をゲームに落とし込めたことで、ゲームシステムの開発に専念できたと福島は振り返っている。

## 反響
プレイステーションの動画再生機能を活用した、高品質なエンディングアニメーションが話題を博した。
その一方で、福島はアニメーションをオープニングに使っていればもっと成功したのにと指摘されることが多かったと振り返っており、その反省として2年後に発売された『ワイルドアームズ』ではオープニングにアニメーションが用いられた。